# Porta Capena
Die Porta Capena war ein antikes Stadttor der Servianischen Mauer in Rom.

## Lage
Die Porta Capena befand sich am südwestlichen Abhang des Caelius. Nachbartore waren die Porta Naevia im Südwesten und die Porta Caelimontana im Osten. Am Tor begannen die Via Appia und die Via Latina. In der Nähe lag der Hain der Camenae.

## Name und Geschichte
Die Herkunft des Namens ist nicht geklärt; eine in der Antike erwogene Herleitung aus dem Etruskischen ist nicht sicher. Möglich ist auch eine Verbindung mit der Stadt Capua, zu der die Via Appia führte.
Domitian soll im späten 1. Jahrhundert die Porta Capena restauriert haben, die zu dieser Zeit durch die Ausdehnung Roms ihre Funktion als Stadttor schon verloren hatte. Vermutlich standen die Arbeiten im Zusammenhang mit dem Bau einer Wasserleitung, eines Zweigs der Aqua Marcia, der vom Caelius zum Aventin führte. Offenbar war die Wasserleitung für ihre Undichtigkeit bekannt; Juvenal beschreibt die Porta Capena deshalb als „feucht“ (madidamque Capenam),
Auch Roms älteste Wasserleitung, die Aqua Appia, führte an der Porta Capena in die Stadt.
In den Jahren 1867–1868 wurden Reste der Porta Capena und der angrenzenden Teile der Servianischen Mauer ausgegraben, sind heute aber nicht mehr sichtbar.
Die Piazza di Porta Capena ist noch heute einer der wichtigsten Verkehrsknotenpunkte im Zentrum Roms.